# 高速道路催眠現象

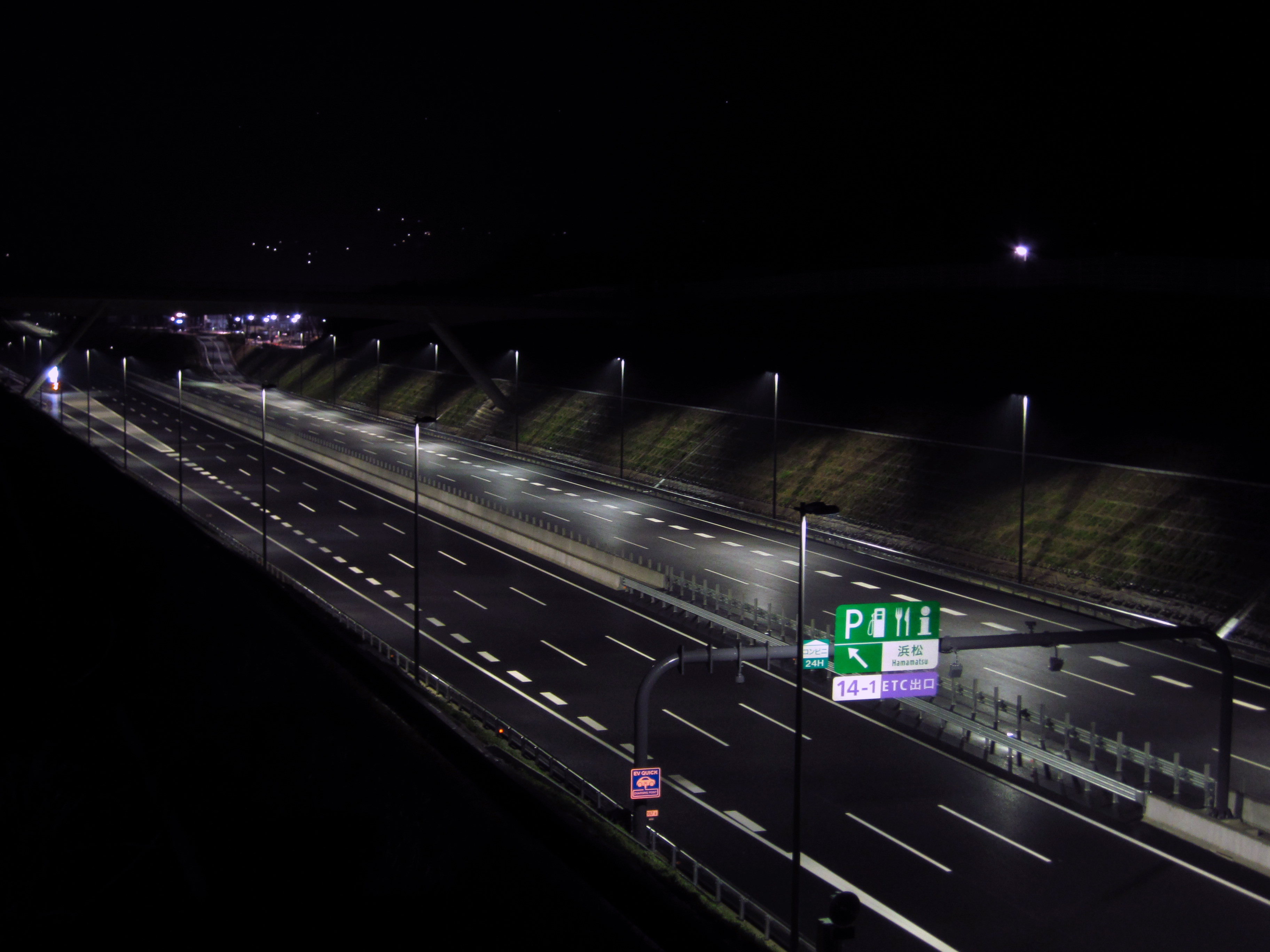
一定間隔で灯火が並び、単調な風景が続く夜間の高速道路

高速道路催眠現象（こうそくどうろさいみんげんしょう）とは、高速道路を走行中に運転者が眠気などを催す現象のことである。単に「高速催眠現象」、または「ハイウェイ・ヒプノーシス（英語: Highway hypnosis）」とも呼ばれている。

## 概要

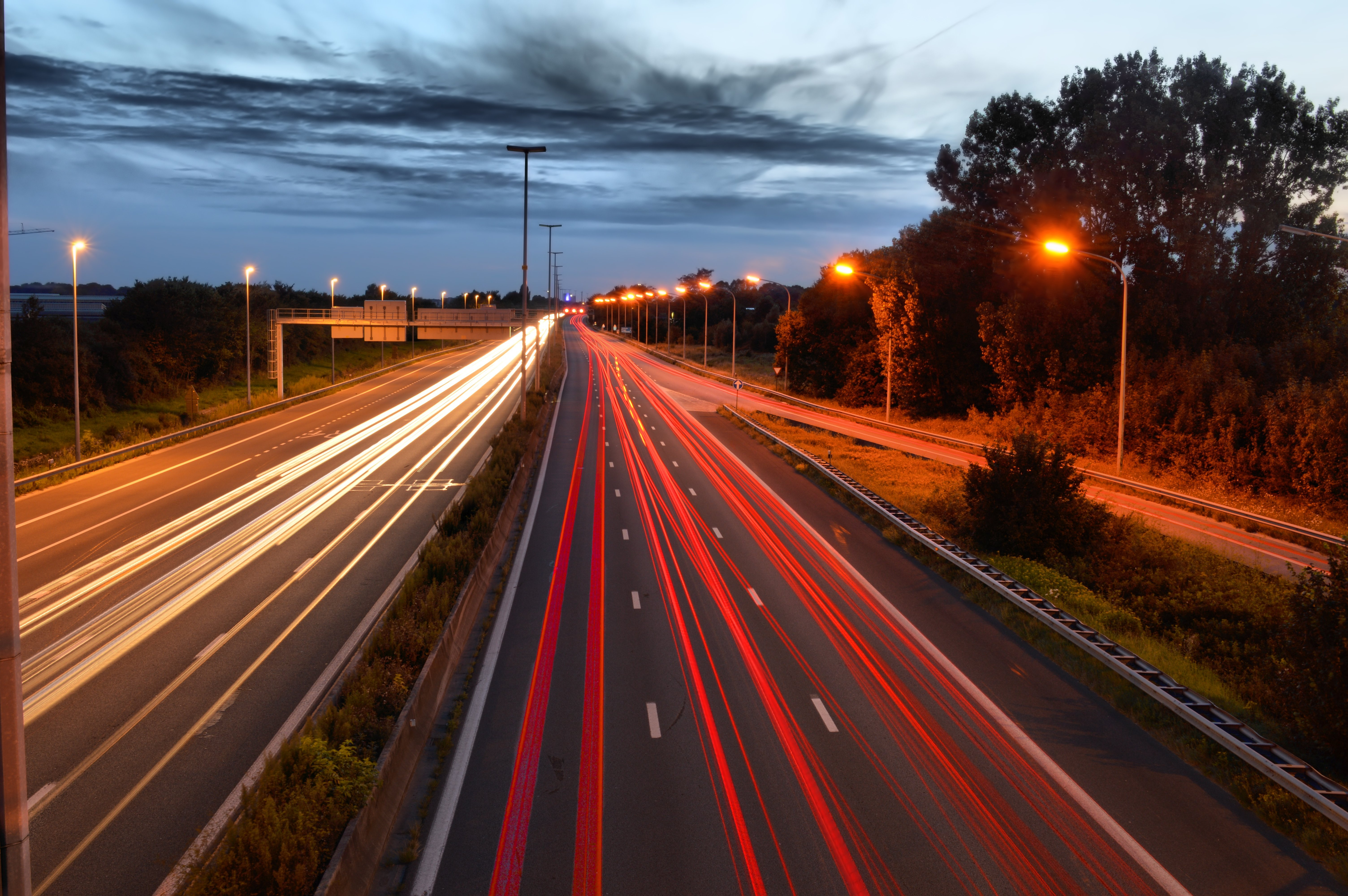

高速道路の運転では、道路の構造上、カーブが少なく信号機が無いことから一方向一定速度で走行するため運転操作が少なく、また走行中は単調な風景が続くために、運転者の眠気を誘発し居眠り運転の原因となったり、たとえ目を開いていたとしても判断力や注意力などの鈍麻から運転意識の低下を招きやすい。この様な状態のまま運転を継続すると、追突事故など重大な事故に繋がり非常に危険である。
アメリカにおいて、高速道路網が発達していった時代、天気がよく、見通しのいい高速道路で自殺同然の事故が多発したことで、調査・研究が行なわれ、この現象が見出された。

## 対策
高速道路に敷かれている車道外側線などの区画線には、通常の車道の区画線とは異なって特殊であり、区画線上を走行すると音が鳴ったり、軽い振動が起こったりと眠気防止の対策が施されている。だが、これだけの対策では自動車同士の衝突事故など、完全に事故を防げるとは言い難いため、通常の車道の区画線にも同じく対策が施されているところがある。

### 居眠り対策とカーブ設計の関係
また、直線で建設可能な地形であっても、単調になることを避けるためにあえてカーブ構造にすると言う説がある。これは、日本で最初に開通した名神高速道路では平地部が多いこともあり、単調な長い直線部分が多く、この催眠現象を誘発しやすいと言われてきた。そのため、その後の東名高速道路や中央自動車道での路線策定の参考にされ、クロソイド曲線を多用する設計の指針ともなったとも言われている。
しかし、実際には用地買収、コスト、工期、橋梁やトンネル等の設計、施工上の都合からカーブ部分が多数設けられる事になったと言うのが実情である。クロソイド曲線は単にカーブにおける直線と円弧を接続する緩和曲線であり、設計上の指針であり眠気防止の要素は考慮されていない。